# Per Westerberg
Pour les articles homonymes, voir Westerberg.
Per Erik Gunnar Westerberg (né le 2 août 1951 à Nyköping) est un homme politique suédois, membre du Parti du rassemblement modéré. 
Il est président de la Diète nationale de Suède de 2006 à 2014.

## Biographie
Né à Nyköping, Per Westerberg sort diplômé en sciences économiques à l'École d'économie de Stockholm en 1974. Issu d'une famille de commerçants, il est l'un des députés les plus riches du pays, avec une fortune personnelle de plus de 100 millions de couronnes suédoises. Son frère, Lars Westerberg, est le président-directeur général du groupe Autoliv, puis de Vattenfall.
Membre du Parti du rassemblement modéré depuis 1966, il est élu député en 1979, représentant, à la Diète nationale, le comté de Södermanland. Nommé ministre dans le cabinet de centre-droite de Carl Bildt, Westerberg est chargé du portefeuille de l'Industrie et du Commerce. 
En 2003, il est élu vice-président de la Diète suédoise, charge qu'il occupe jusqu'en 2006 et son élection à la présidence de la Diète.